# 三重中学校・高等学校
三重中学校・高等学校（みえちゅうがっこう・こうとうがっこう）は、三重県松阪市久保町にある私立中学校・高等学校。

## 概要
新校舎が完成した2008年（平成20年）4月より、三重中・高の中高一貫教育に在籍する生徒と、他中学から三重高校に入学する生徒は、別の校舎で学んでいる。中高一貫教育を受ける生徒には専用の特別教室や体育館などが用意されている。

## 沿革
- 1961年
  - 4月 - 開校。普通科と商業科が設置され、開校当初は松阪市立第五小学校の一部を仮校舎として使用する。
  - 8月 - 現在地に移転する。
- 1962年4月 - 三重高等学校より分離独立し、松阪女子高等学校が開校する。同時に三重中学校、松阪女子中学校が開校する。
- 1974年4月 - 三重中学校、松阪女子中学校と統合し、男女共学化。
- 1975年4月 - 望湊館（現・三重中学校）校舎新築完成。
- 1979年1月 - 望湊館増築、小体育館完成。
- 1983年4月 - 商業科の生徒募集を停止。
- 1985年4月 - 三重中学校、三重高等学校の中高一貫教育体制を導入する。
- 1988年
  - 10月 - ブリスベン・ガールズグラマースクール（BGGS）と姉妹校提携。
  - 12月 - オーストラリア・アングリカンチャーチグラマースクール（ACGS）と兄弟校提携。
- 1992年4月 - 中学校、1学年3学級制実施。
- 1994年4月 - 三重高等学校、松阪女子高等学校と統合し、男女共学化。
- 2002年4月 - 特色化選抜で生徒募集。松坂女子高等学校から引き継いだ音楽科の生徒募集を停止。
- 2003年4月 - 特色化選抜を廃止。
- 2005年
  - 1月 - 中学校、入学試験の前期後期制を導入。
  - 4月 - 中学校、1学年4学級制実施。
- 2008年4月 - 新校舎と付属施設完成、中高6年制が発足。
- 2018年4月 - 運営者が学校法人梅村学園から独立し、学校法人三重高等学校に移管する。

## 設置学科
現在の設置学科
- 全日制課程 - 普通科
  - 進学コース
    - 選抜クラス
    - 進学クラス
    - アスリートクラス

  - 特進コース
  - 6年制コース

廃科
- 全日制課程 - 商業科、音楽科

## 教育方針
建学の精神
- 「学術とスポーツの真剣味の殿堂たれ」
  - 「ルールを守る」
  - 「ベストを尽くす」
  - 「チームワークを作る」
  - 「相手に敬意を持つ」

校訓
- 「真剣味」

## 学校行事
- 前期スポーツ大会（6月）
- 翠巒祭（9月）
- 駅伝大会（2月）
- 後期スポーツ大会（3月）

## 生徒会活動・部活動など

### 生徒会活動
- ISO14001取得・解消
  - 2001年（平成13年）に生徒会が中心となって、日本の高校としては初めてISO14001を取得した。

### 部活動など（中学校）
ダンス部は『春の日本高校ダンス部選手権』において、2018年（平成30年）準優勝。2022年8月3日のTHE TIME,の「全国!中高生ニュース」の「夏SP チームダンス日本一」にYOASOBIのダンスで生出演した。
運動部
- 野球部
- バレーボール部
- バスケットボール部
- ソフトテニス部
- 卓球部
- 駅伝チーム（正式なクラブではない。夏以降に3年生を中心に編成）

文化部
- 科学技術部
- ディベート部
- 茶道部
- 文芸部
- 音楽部
- ダンス部

活動休止もしくは廃部
- サッカー部[2]
- 剣道部

### 部活動（高等学校）
ソフトテニス（軟式テニス）が男女ともインターハイ、全国選抜とも何度も優勝し、卒業生からも日本代表を輩出。また、日本一を決める大会である天皇杯・皇后杯全日本ソフトテニス選手権のタイトル保持者も数多い。
野球部は、1966年（昭和41年）に春夏で初出場以来、春13回夏14回の甲子園出場、春では1969年（昭和44年）に優勝、夏では2014年（平成26年）準優勝。
体育部
以下、太字で表示しているのは強化指定クラブに指定されている（2006年度設置）。
- 陸上競技部
- 硬式野球部
- 男子ソフトテニス部
- 女子ソフトテニス部
- 男子バレーボール部
- 女子バレーボール部
- 女子ソフトボール部
- 男子サッカー部
- 女子サッカー部
- 剣道部
- バスケットボール部
- 軟式野球部
- 自転車競技部
- 卓球部
- 水泳部
- 弓道部
- 硬式テニス部
- 相撲部
- ワンダーフォーゲル部
- 応援部
- アーチェリー部
- ラグビー部
- ゴルフ部
- ハンドボール部
- 日本拳法部
- 男子ソフトボール部
- ダンス部

文化部
- 将棋部
- 英語部
- 演劇部
- 科学技術部
- 書道部
- 美術部
- 写真部
- 吹奏楽部
- 合唱部
- 園芸部
- 図書部
- 放送部
- 囲碁部
- バトントワリング部
- 文芸・イラスト部
- 郷土研究部
- 鉄道研究部
- 茶道部
- 華道部
- 人権サークル
- 弁論部
- ギターマンドリン部
- 琴部
- 洋裁・手芸部
- 調理部

廃部
- 体操部
- スキー部
- 柔道部

### ソフトテニス部インターハイ戦歴
- 1983年 - 男子団体戦優勝　男子個人戦優勝（神崎・河原田）
- 1984年 - 男子団体戦準優勝
- 1985年 - 男子団体戦準優勝
- 1986年 - 男子団体戦準優勝
- 1987年 - 男子団体戦優勝　男子個人戦優勝（田辺・西村）
- 1992年 - 男子団体戦優勝
- 1995年 - 男子団体戦優勝
- 1997年 - 男子個人戦優勝（花田・岩瀬）
- 1998年 - 男子団体戦優勝
- 2002年 - 男子個人戦優勝（鬼頭・大賀）
- 2005年 - 男子個人戦優勝（村上・黒羽）
- 2007年 - 男子団体戦優勝
- 2008年 - 女子団体戦優勝
- 2014年 - 女子団体戦優勝
- 2021年 - 男子個人戦優勝（仲川・近藤）
- 2023年 - 女子団体戦優勝

### 全国高等学校野球選手権大会出場歴
- 昭和41年 - 第48回大会（選手権初出場・2回戦敗退）
- 昭和43年 - 第50回大会（準々決勝敗退）
- 昭和44年 - 第51回大会（1回戦敗退）
- 昭和48年 - 第55回大会（1回戦敗退）
- 昭和50年 - 第57回大会（3回戦敗退）
- 昭和51年 - 第58回大会（2回戦敗退）
- 平成4年 - 第74回大会（3回戦敗退）
- 平成7年 - 第77回大会（2回戦敗退）
- 平成18年 - 第88回大会（1回戦敗退）
- 平成21年 - 第91回大会（2回戦敗退）
- 平成25年 - 第95回大会（2回戦敗退）
- 平成26年 - 第96回大会（準優勝）[3]
- 令和3年 - 第103回大会（3回戦敗退）
- 令和4年 - 第104回大会（1回戦敗退）

### 選抜高等学校野球大会出場歴
- 昭和41年 - 第38回大会（センバツ初出場・2回戦敗退）
- 昭和42年 - 第39回大会（2回戦敗退）
- 昭和44年 - 第41回大会（初優勝）
- 昭和45年 - 第42回大会（準々決勝敗退）
- 昭和46年 - 第43回大会（1回戦敗退）
- 平成2年 - 第62回大会（準々決勝敗退）
- 平成3年 - 第63回大会（1回戦敗退）
- 平成4年 - 第64回大会（準々決勝敗退）
- 平成7年 - 第67回大会（1回戦敗退）
- 平成22年 - 第82回大会（2回戦敗退）
- 平成24年 - 第84回大会（2回戦敗退）
- 平成26年 - 第86回大会（1回戦敗退）
- 平成30年 - 第90回大会（準決勝敗退）

## 著名な出身者
野球
- 榎本直樹 - 元プロ野球選手
- 水谷孝 - 元プロ野球選手
- 伊藤泰憲 - 元プロ野球選手
- 宮本四郎 - 元プロ野球選手
- 新谷嘉孝 - 元プロ野球選手
- 水谷宏 - 1964年度卒業　元プロ野球選手
- 水谷新太郎 - 1971年度卒業　元プロ野球選手
- 清水昭信 - 2001年度卒業 元プロ野球選手
- 西川明 - 2002年度卒業 元プロ野球選手
- 梅村学人 - 2006年度卒業 元プロ野球選手
- 加藤匠馬 - 2010年度卒業 プロ野球選手（中日ドラゴンズ）

ソフトテニス
- 神崎公宏 アジア競技大会等日本代表
- 花田直弥 アジア競技大会等日本代表
- 増田健人 アジア競技大会等日本代表

サッカー
- 野崎陽介 - 2002年度卒業 元サッカー選手
- 水本裕貴 - 2003年度卒業 元サッカー選手
- 紀藤隆翔 - 2016年度卒業 元サッカー選手

その他スポーツ
- 燁司大 - 1991年度卒業 元大相撲力士
- 德真鵬元久 - 2002年度卒業 元大相撲力士
- 上西紘暉 - プロゴルファー
- 海田和裕 - 元競輪選手
- 浜地晴帆 - 競輪選手[4]

芸能
- 出口陽 - 2005年度卒業 アイドル（元SKE48）
- 西野カナ - 2006年度卒業 歌手[5]
- 東惇 - 2007年度卒業 アナウンサー（富山テレビ放送）
- 野田愛実 - 2011年度卒業 歌手
- 小松奈生子 - 声優

その他
- 麻枝准 - 1992年度卒業 シナリオライター、作詞者、作曲者
- 山中光茂 - 1993年度卒業 松阪市長、松下政経塾出身、元三重県議会議員、医師
- 牧戸太郎 - 作曲家、編曲家